# カイ・ブッシュ
カイラー・スペンサー・ブッシュ（Kyler Spencer Bush, 1999年11月12日 - ）は、アメリカ合衆国ユタ州オグデン出身のプロ野球選手（投手）。左投左打。MLBのシカゴ・ホワイトソックス所属。

## 経歴

### プロ入り前
2018年のMLBドラフト40巡目（全体1202位）でカンザスシティ・ロイヤルズから指名されたが、この時は契約せずにワシントン州立大学へ進学した。

### プロ入りとエンゼルス傘下時代
その後、セントラル・アリゾナ大学を経てセントメリーズ大学カリフォルニア校在学時の2021年、MLBドラフト2巡目（全体45位）でロサンゼルス・エンゼルスから指名され、プロ入り。契約後、傘下のA+級トリシティ・ダストデビルズでプロデビュー。5試合に先発登板して0勝2敗、防御率4.50、20奪三振を記録した。
2022年はAA級ロケットシティ・トラッシュパンダズでプレーし、21試合に先発登板して7勝6敗、防御率3.67、101奪三振を記録した。また、7月にはオールスター・フューチャーズゲームのアメリカンリーグ選抜に選出された。
2023年、エンゼルス傘下ではルーキー級アリゾナ・コンプレックスリーグ・エンゼルスとAA級ロケットシティでプレーした。

### ホワイトソックス時代
2023年7月26日にルーカス・ジオリト、レイナルド・ロペスとのトレードで、エドガー・クエロと共にシカゴ・ホワイトソックスへ移籍した。移籍後は傘下のAA級バーミングハム・バロンズでプレーし、移籍前を含めた2球団合計で17試合に先発登板して4勝8敗、防御率6.91、78奪三振を記録した。
2024年はAA級バーミングハム・バロンズでスタートし、7月にAAA級シャーロット・ナイツに昇格した。8月5日にメジャー契約を結んでアクティブ・ロースター入りし、同日のオークランド・アスレチックス戦でメジャーデビュー。この年は4試合に先発登板して0勝3敗、防御率5.60、11奪三振を記録した。
2025年2月にトミー・ジョン手術を受け、シーズンを全休する見込みとなった。

## 投球スタイル
大きく変化する縦スライダーを武器としている。右打者には追い込むと、これを使ってハイペースで三振を奪う。課題はサウスポーながら左打者を封じる武器が無いことである。

## 詳細情報

### 年度別投手成績
| 年 度    | 球 団    | 登 板 | 先 発 | 完 投 | 完 封 | 無 四 球 | 勝 利 | 敗 戦 | セ 丨 ブ | ホ 丨 ル ド | 勝 率 | 打 者 | 投 球 回 | 被 安 打 | 被 本 塁 打 | 与 四 球 | 敬 遠 | 与 死 球 | 奪 三 振 | 暴 投 | ボ 丨 ク | 失 点 | 自 責 点 | 防 御 率 | W H I P |
| -------- | -------- | ----- | ----- | ----- | ----- | -------- | ----- | ----- | -------- | ----------- | ----- | ----- | -------- | -------- | ----------- | -------- | ----- | -------- | -------- | ----- | -------- | ----- | -------- | -------- | ------- |
| 2024     | CWS      | 4     | 4     | 0     | 0     | 0        | 0     | 3     | 0        | 0           | .000  | 87    | 17.2     | 20       | 2           | 16       | 1     | 1        | 11       | 2     | 0        | 11    | 11       | 5.60     | 2.04    |
| MLB：1年 | MLB：1年 | 4     | 4     | 0     | 0     | 0        | 0     | 3     | 0        | 0           | .000  | 87    | 17.2     | 20       | 2           | 16       | 1     | 1        | 11       | 2     | 0        | 11    | 11       | 5.60     | 2.04    |

- 2024年度シーズン終了時

### 年度別守備成績
| 年 度 | 球 団 | 投手（P） | 投手（P） | 投手（P） | 投手（P） | 投手（P） | 投手（P） |
| 年 度 | 球 団 | 試 合     | 刺 殺     | 補 殺     | 失 策     | 併 殺     | 守 備 率  |
| ----- | ----- | --------- | --------- | --------- | --------- | --------- | --------- |
| 2024  | CWS   | 4         | 2         | 2         | 0         | 0         | 1.000     |
| MLB   | MLB   | 4         | 2         | 2         | 0         | 0         | 1.000     |

- 2024年度シーズン終了時

### 記録
MiLB
- オールスター・フューチャーズゲーム選出：1回（2022年）

### 背番号
- 57（2024年）